# Addgroup
Il comando addgroup è la versione modificata del comando groupadd. Questo comando si trova nei sistemi Unix-like come ad esempio i sistemi *BSD tra cui FreeBSD e macOS e le distribuzioni Linux Debian e derivate (Ubuntu, Kubuntu, Edubuntu, Xubuntu, ecc).